# الدروايين (بيمام)
الدروايين هو دُوَّار يقع بجماعة بني أحمد الشرقية، إقليم شفشاون، جهة طنجة تطوان الحسيمة في المملكة المغربية. ينتمي الدوّار لمشيخة بيمام التي تضم 3 دواوير. يقدر عدد سكانه بـ 884 نسمة حسب الإحصاء الرسمي للسكان والسكنى لسنة 2004.

## روابط خارجية
- البوابة الوطنية للجماعات الترابية
- المندوبية السامية للتخطيط